# Elaeocarpus dasycarpus
Elaeocarpus dasycarpus är en tvåhjärtbladig växtart som beskrevs av Albert Charles Smith. Elaeocarpus dasycarpus ingår i släktet Elaeocarpus och familjen Elaeocarpaceae. Inga underarter finns listade i Catalogue of Life.